# تاچی (کارولینای شمالی)
تاچی (به انگلیسی: Teachey) شهری در ایالت کارولینای شمالی کشور ایالات متحده آمریکا است که جمعیت آن در سرشماری سال ۲۰۱۰ میلادی، ۳۷۶ نفر بوده‌است.